# Witalij Puszkuca
Witalij Heorhijowycz Puszkuca (ukr. Віталій Георгійович Пушкуца, ros. Виталий Георгиевич Пушкуца, Witalij Gieorgijewicz Puszkuca; ur. 13 lipca 1974 w Reni) – ukraiński piłkarz, grający na pozycji napastnika, trener piłkarski.

## Kariera piłkarska

### Kariera klubowa
Wychowanek Szkoły Piłkarskiej we Charkowie. W 1990 rozpoczął karierę piłkarską w klubie Majak Charków, skąd w 1992 przeniósł się do Metalista Charków. W 1994 przeszedł do klubu CSKA-Borysfen Kijów. Po udanych występach w 1996 zaproszony do Dynama Kijów, jednak nie potrafił przebić się do podstawowego składu i bronił barw tylko drugiej drużyny. W 1997 został piłkarzem Metałurha Mariupol. W 2000 wyjechał do Rosji, gdzie bronił barw Czornomorca Noworosyjsk. Latem 2001 powrócił do Metalista Charków. W 2004 przeszedł do Worskły Połtawa, ale wystąpił tylko 2 razy. Karierę piłkarską zakończył w zespole Arsenał Charków w 2005.

## Kariera trenerska
Po zakończeniu kariery zawodniczej od lipca 2008 pomagał trenować Arsenał Charków. W czerwcu 2009 razem z głównym trenerem Nikołajem Trubaczowym przeszedł Bukowyny Czerniowce.

## Sukcesy i odznaczenia

### Sukcesy klubowe
- wicemistrz Pierwszej Lihi Ukrainy: 2003/04

### Sukcesy indywidualne
- 3. miejsce w plebiscycie na piłkarzy roku w Mistrzostwach Ukrainy: 2001/02
- autor najszybszego hat-tricka (4 min) w historii Mistrzostw Ukrainy: 2001/02